# Maroga melanostigma
Espèce
Synonymes
- Maroga tasmanica Turner, 1927[1]

Maroga melanostigma est une espèce d'insectes lépidoptères (papillons) de la famille des Xyloryctidae qui se rencontre en Australie.

## Systématique
L'espèce Maroga melanostigma a été initialement décrite en 1861 par Hans Wallengren sous le protonyme de Cryptophasa melanostigma.

## Galerie

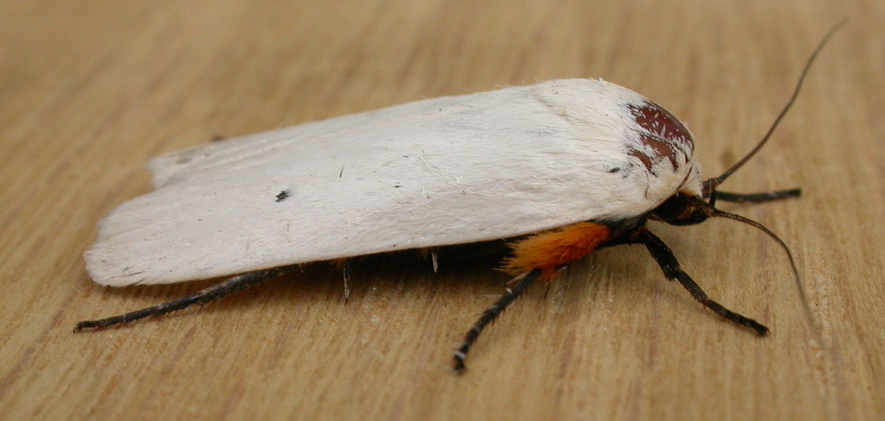